# 点呼する惑星
『点呼する惑星』（てんこするわくせい）は、日本のシンガーソングライター平沢進の11枚目のアルバム。「ディストピア3部作」3作目。2009年2月18日にケイオスユニオン/TESLAKITEより発売された。

## 解説
前々作「BLUE LIMBO」からの流れを組む、「ディストピア3部作」のラストアルバム。ディストピア「点呼する惑星」を舞台としたコンセプト・アルバム。今作ではアルバム内でストーリーが完成されており、インタラクティブライブではストーリーを再構築するという試みが行われた。ディストピアSFの｢不思議惑星キン・ザ・ザ｣のようなシュールから｢惑星ソラリス｣のような壮大さなどロシア映画からの影響が強い。
前作「白虎野」ではボーカロイドの「LOLA」が使用されていたが、今作では「ディレイラマ」が王道楽土、Phonon Beltで使用されている。
ジャケットのデザインはジェフ・リープが担当。その後、アメリカの「2010 AAF-Knoxville ADDY Awards Winners」において金賞、同時期に配布されたファンクラブ会報も銅賞を受賞した。
アルバム発売に先行して、2008年11月に行われたライブ「PHONON2551」で王道楽土と聖馬蹄形惑星の大詐欺師が演奏された。

## 収録曲
1. Hard Landing
インストゥルメンタル曲。
2. 点呼する惑星 - Planet Roll Call
3. 人体夜行 - Night Walking Wearing the Human Body
2017年、ツイッターのフォロワー9万人達成記念ライブ『第9曼荼羅』にて「人体夜行 2017」として演奏された。音源は「第9曼荼羅東京公演メモリアル・パッケージカード」に収録されている。
4. Mirror Gate
ソロデビューより一貫して「ソロでシャウトは使わない」という制約を設けていたが、この曲で解禁した。
5. 王道楽土 - Royal Road, Paradise
無料配信曲。
6. 上空初期値 - Initial Value of Midair
7. 聖馬蹄形惑星の大詐欺師 - The Great Deceiver of Saint Horseshoe Planet
8. 可視海 - Visible Sea
ギターは普段使用しているTalboでなくモズライトが使用され、マンドレイク時代以来となるボトルネック奏法で演奏している。
モズライト購入の理由はPHONON2550でQUITを演奏した際「線が細すぎて辛い」と感じたためという。
9. Phonon Belt
10. Astro-Ho!帰還 - Astro-Ho! Homing
P-PLANT CD Vol.1の収録曲「Astro-Ho」及び第3期亜種音TV Vol.14で公開された楽曲「Astro-Ho-06」の続編。
Astro-Ho!と呼ばれる人物の内容となっており、2009年4月に行われたインタラクティブライブ「LIVE 点呼する惑星」では登場人物にもなった。劇中では彼の弟Astro-Hue!を主人公とした物語が展開され、2日目のバッドエンドでは彼らの父親Astro-Hi!も登場している。
現象の花の秘密で続編「Astro-Ho! Phase-7」が発表され、2013年1月に行われたインタラクティブライブ「ノモノスとイミューム」にもAstro-Ho!が登場した。
その後もインタラクティブライブに度々登場している。

### 無料配信曲
1. 85秒で巡る『点呼する惑星』ツアー - Around the ”Planet Roll Call” in 85 seconds
全収録曲の断片集。